# Karmelitinnenkloster Saint-Sever
Das Karmelitinnenkloster Saint-Sever ist ein Kloster der Karmelitinnen in Saint-Sever, Département Landes, im Bistum Aire und Dax in Frankreich. Das Kloster ist nicht zu verwechseln mit dem Karmelitinnenkloster Saint-Sever-Calvados.

## Geschichte
Die aus Donaueschingen stammende Karmelitin Anne de Jésus (1877–1964) wechselte wegen des Ersten Weltkriegs vom Karmelitinnenkloster Compiègne (seit 1991 in Jonquières) in das spanische Exil des Klosters Bordeaux in Zarautz und blieb dort auch nach der Rückkehr des Konvents nach Bordeaux. Erst 1931 wich sie mit dem damaligen Konvent vor der Spanischen Republik nach Frankreich aus und gründete in Saint-Sever ein Kloster, das dort in der Allée du Carmel Nr. 10 noch heute besteht. Die Schwestern sind bekannt für ihre Handarbeit in Ledermosaik.
Anne wurde als Anna Meßmer am 17. Mai 1877 in Donaueschingen geboren. Ihre Eltern waren der Metzger Carl Meßmer und Nothburga Meßmer, geb. Rohrer.